# 李鬣兽属
李鬣兽属（学名：Leakitherium）为硕鬣兽科的一个属。

## 下属物种
本属包括以下物种：
- 希威吉李鬣兽 Leakitherium hiwegi Savage, 1965